# Al Pacino
Alfredo James Pacino (* 25. dubna 1940 New York) je americký filmový herec, příležitostně se věnuje také režii. Al Pacino patří k nejvýznamnějším americkým hercům, ztvárňuje především typ antihrdiny. Do češtiny jej nejčastěji dabuje Jiří Prager.

## Osobní život
Narodil se v Harlemu, v New Yorku. Když mu byly dva roky, jeho rodiče se rozvedli. Přestěhoval se s matkou do Bronxu, kde žili jeho prarodiče, kteří do Ameriky přišli z Corleone na Sicílii.
Nejprve navštěvoval High School of the Performing Arts, poté začal studovat herectví v newyorské herecké škole Actors' Studio Lee Strasberga. V letech 1982–1984 v Actors Studiu působil jako jeden z uměleckých ředitelů.
Jeho celoživotní láskou je divadlo, je velkým fanouškem všech her od Williama Shakespeara.
Al Pacino se nikdy neoženil. V roce 1989 se jeho přítelkyni, J. Tarrantové, narodila dcera Julia Marie. V lednu 2001 jeho dlouholetá přítelkyně Beverly D'Angelová porodila dvojčata Antona Jamese a Olivii Rose.
Za celoživotní dílo byl vyznamenán Zvláštním Zlatým lvem na Mezinárodním filmovém festivalu v Benátkách 1994 a na Mezinárodním filmovém festivalu v San Sebastianu 1996. V roce 2007 byl oceněn cenou AFI Lifetime Achievement Award za celoživotní filmové dílo.
V současné době žije v New Yorku.

## Kariéra

### 60. léta
Svou divadelní kariéru zahájil v roce 1963, v roce 1968 získal cenu Obie za roli v divadelním představení Indiani chtějí Bronx. V následujícím roce debutoval na Brodwayi ve hře Nosí tygr kravatu?, za kterou byl oceněn cenami Tony a Theatre World Award. První menší filmovou roli ztvárnil v roce 1969 ve filmu Já, Natálie (Me, Natalie).

### 70. léta
V roce 1971 režiséra Francise F. Copollu zaujala jeho role narkomana ve filmu Panika v Needle Parku (The Panic in Needle Park) a nabídl mu roli ve svém novém filmu Kmotr (The Godfather). Právě role Michaela Corleoneho v mafiánské sáze podle románu Maria Puza ho proslavila a otevřela mu dveře k další kariéře. Snímek i jeho pokračování je mnohými filmovými žebříčky řazen mezi nejlepší filmy všech dob. Za tuto roli byl také nominován na Oscara, Zlatý glóbus a ceny BAFTA.
V roce 1973 si zahrál po boku Gena Hackmana ve filmu Strašák (Scarecrow) a v kriminálním dramatu Serpico, za který vyhrál Zlatý glóbus a byl opět nominován na Oscara. Následující rok si zopakoval svou roli Michaela Corleoneho v pokračování Kmotr II (The Godfather II.), za kterou byl oceněn cenou BAFTA a potřetí byl nominován na Oscara i Zlatý glóbus.
V 70. letech ještě stihl natočit krimi drama Psí odpoledne (Dog Day Afternoon), kde ztvárnil bankovního lupiče Sonnyho, za který byl opět nominován na Oscara i Zlatý Glóbus a získal cenu BAFTA, drama Sydneyho Pollacka Bobby Deerfield, a justiční thriller … A spravedlivost pro všechny (… And Justice for All), kde ztělesnil postavu Arthura Kirklanda, který si musí vybrat mezi kariérou nebo vlastním svědomím. Za tento neproměnil už svou pátou nominaci na Oscara.

### 80. léta
Na začátku 80. let Al Pacino natočil krimi thriller Na lovu (Cruising) a rodinné drama Autor!Autor! (Author!Author!). Výraznou a dodnes nezapomenutelnou roli mu přinesla spolupráce s Brianem de Palmou, s nímž natočil krimi drama Zjizvená tvář (Scarface), kde Pacino ztvárnil postavu arogantního drogového krále Tonyho Montanu. Za tuto roli získal nominaci na Zlatý glóbus za nejlepší herecký výkon.
Po válečném filmu Revoluce (Revolution), který nebyl přijat s velkým nadšením, se Al Pacino na pár let stáhl do ústraní a věnoval se naplno své vášni, divadlu. Přijal role jak v inscenacích na Brodwayi, tak i na mimobroadwayských a londýnských scénách. Za své postavy v divadelních hrách Americký bizon a Julius Caesar sklidil velký úspěch.
K filmovým rolím se vrátil v roce 1989, kdy si zahrál detektiva Franka Kellera v krimi thrilleru Moře lásky (Sea of Love), za kterého získal nominaci na Zlatý glóbus za nejlepší herecký výkon v dramatu.

### 90. léta
Na počátku 90. let se Al Pacino objevil ve filmu Dick Tracy, za který získal nominaci na Oscara, a završil trilogii o mafiánské rodině ve snímku Kmotr III (The Godfather III). V roce 1991 si zahrál s Michelle Pfeifferovou v romantické komedii Frankie a Johnny.
Osudovým rokem pro Al Pacina se stal rok 1992. Nejdříve se objevil po boku hereckých es jako Jack Lemmon, Ed Harris nebo Kevin Spacey v adaptaci úspěšné divadelní hry o vypsání soutěže jednou realitní kanceláří Konkurenti (Glengarry Glen Ross), a poté ve filmu Vůně ženy (Scent of a Woman), kde vytvořil postavu slepého podplukovníka, který si ke konci svého života znovu začíná uvědomovat krásu života. Nominace na Oscara i Zlatý glóbus za nejlepší herecký výkon ve vedlejší roli za film Konkurenti sice neproměnil, ale po šesti nominacích, které vyšly naprázdno, byl za tuto roli oceněn Oscarem i Zlatým glóbem za nejlepší herecký výkon v hlavní roli.
V průběhu 90. let se ale Al Pacinovi podařilo natočit více oceňovaných a kvalitních snímků. V roce 1993 to byl film Carlitova cesta (Carlito's Way), kde se opět sešel s Brianem de Palmou a exceloval v roli portorikánského zločince Carlita Briganteho. Další kritikou i diváky velmi pozitivně přijatý film bylo krimidrama z roku 1995, Nelítostný souboj (Heat), kde si opět zahrál s Robertem De Nirem. Roku 1997 natočil další výtečné filmy, kde potvrdil své nesporné herecké kvality, a to thriller Ďáblův advokát (The Devil's Advocate), kde stvořil samotného Satana, a krimidrama Krycí jméno Donnie Brasco (Donnie Brasco), které vzniklo na základě skutečných událostí a vypráví příběh o newyorské mafii. O dva roky později byl do kin uveden snímek Vítězové a poražení (Any Given Sunday), kde ztělesnil roli trenéra Tonyho Damata, a thriller Insider: Muž, který viděl příliš mnoho, který pojednává o nekalých praktikách v tabákovém průmyslu. Oba tyto filmy se mohou pyšnit nadprůměrným hodnocením ze strany diváků i kritiků.

### Od roku 2000 po současnost
V novém tisíciletí se Al Pacino blýskl ve filmu Insomnie, kde si zahrál veterána losangeleské policie, thrilleru o CIA Test (The Recruit), v adaptaci klasické divadelní hry Williama Shakespeara, Kupec benátský (The Merchant of Venice) a v dramatu Maximální limit (Two for the Money), kde ztvárnil postavu mocného šéfa obrovské národní korporace, která dává tipy na sportovní sázky.
V roce 2003 se Al Pacino objevil po boku hvězd Meryl Streepové a Emmy Thompsonové v pozoruhodné a strhující šestidílné televizní minisérii HBO Andělé v Americe (Angels in America), která byla oceněna pěti Zlatými glóby a jedenácti cenami Emmy. Seriál je natočen podle stejnojmenné hry oceněné Pulitzerovou cenou, pohrává si s realitou a řeší témata jako homosexualita, AIDS a rakovina.
V roce 2006 se připojil k filmovým hvězdám Georgi Clooneymu, Bradu Pittovi a Mattu Damonovi a zahrál si ve třetím pokračování filmu Dannyho parťáci (Ocean's Thirteen).
V roce 2007 jsme mohli Al Pacina vidět v německém krimi thrilleru 88 minut (88 Minutes), kde si zahrál vysokoškolského profesora Dr. Jacka Gramma, který zároveň pracuje jako forenzní psychiatr FBI. V roce 2008 přišel do kin snímek Righteous Kill, kde se potřetí sešel s Robertem De Nirem.
V roce 2022 se Al Pacino objevil v The Game Awards, kde uváděl cenu za Nejlepší herecký výkon (v počítačových hrách), kterou vyhrál Christopher Judge jako Kratos ve hře God of War Ragnarök

## Filmografie
- Já, Natálie (1969)
- Panika v Needle Parku (1971)
- Kmotr (1972)
- Strašák (1973)
- Serpico (1973)
- Kmotr II (1974)
- Psí odpoledne (1975)
- Bobby Deerfield (1977)
- ...a spravedlnost pro všechny (1979)
- Na lovu (1980)
- Autor! Autor! (1982)
- Zjizvená tvář (1983)
- Revolution (1985)
- The Local Stigmatic (1989), také režie a produkce
- Moře lásky (1989)
- Dick Tracy (1990)
- Kmotr III (1990)
- S Madonnou v posteli (1991)
- Frankie a Johnny (1991)
- Konkurenti (1992)
- Vůně ženy (1992)
- Carlitova cesta (1993)
- Jonas in the Desert (1994)
- Poslední čtvrťák (1995)
- Nelítostný souboj (1995)
- Vyšší zájem (1996)
- Al Pacino – Richard III. (1996), také režie a produkce
- Pitch (1997)
- Krycí jméno Donnie Brasco (1997)
- Ďáblův advokát (1997)
- Insider: Muž, který věděl příliš mnoho (1999)
- Vítězové a poražení (1999)
- Chinese Coffee (2000), také režie
- Insomnie (2002)
- Simone (2002)
- Lidi, co znám (2002)
- Test (2003)
- Láska s rizikem (2003)
- Kupec benátský (2004)
- Maximální limit (2005)
- 88 minut (2006)
- Dannyho parťáci 3 (2007)
- Oprávněné vraždy (2008)
- Doktor Smrt (2010)
- Jack a Jill (2011)
- Uzavřený případ (2011)
- Wilde Salome (2011)
- Jako za starejch časů (2012)
- Salomé (2013)
- Phil Spector (2013)
- Pokoření (2014)
- Manglehorn (2014)
- Druhá míza (2015)
- Provinění (2016)
- Šibenice (2017)
- Somálští piráti (2017)
- Paterno (2018)
- Irčan (2019)
- Tenkrát v Hollywoodu (2019)
- Klan Gucci (2021)
- American Traitor: The Trial of Axis Sally (2021)

## Ocenění a nominace
Oscar
- 1972 – Nominace za nejlepší mužský herecký výkon ve vedlejší roli za film Kmotr
- 1973 – Nominace za nejlepší mužský herecký výkon v hlavní roli za film Serpico
- 1974 – Nominace za nejlepší mužský herecký výkon v hlavní roli za film Kmotr II
- 1975 – Nominace za nejlepší mužský herecký výkon v hlavní roli za film Psí odpoledne
- 1979 – Nominace za nejlepší mužský herecký výkon v hlavní roli za film … A spravedlivost pro všechny
- 1990 – Nominace za nejlepší mužský herecký výkon ve vedlejší roli za film Dick Tracy
- 1992 – Nominace za nejlepší mužský herecký výkon ve vedlejší roli za film Konkurenti
- 1992 – Nejlepší mužský herecký výkon v hlavní roli za film Vůně ženy
- 2019 – Nominace za nejlepší mužský herecký výkon ve vedlejší roli za film Irčan

Zlatý glóbus
- 1973 – Nominace za nejlepší mužský herecký výkon v dramatu za film Kmotr
- 1974 – Nejlepší mužský herecký výkon v dramatu za film Serpico
- 1975 – Nominace za nejlepší mužský herecký výkon v dramatu za film Kmotr II
- 1976 – Nominace za nejlepší mužský herecký výkon v dramatu za film Psí odpoledne
- 1978 – Nominace za nejlepší mužský herecký výkon v dramatu za film Bobby Deerfield
- 1980 – Nominace za nejlepší mužský herecký výkon v dramatu za film … A spravedlivost pro všechny
- 1983 – Nominace za nejlepší mužský herecký výkon v komedii nebo muzikálu za film Autor!Autor!
- 1984 – Nominace za nejlepší mužský herecký výkon v dramatu za film Zjizvená tvář
- 1990 – Nominace za nejlepší mužský herecký výkon v dramatu za film Moře lásky
- 1991 – Nominace za nejlepší mužský herecký výkon ve vedlejší roli za film Dick Tracy
- 1991 – Nominace za nejlepší mužský herecký výkon v dramatu za film Kmotr III
- 1993 – Nominace za nejlepší mužský herecký výkon ve vedlejší roli za film Konkurenti
- 1993 – Nejlepší mužský herecký výkon v dramatu za film Vůně ženy
- 2001 – Cecil B. DeMille Award
- 2004 – Nejlepší mužský herecký výkon v minisérii nebo TV seriálu za seriál Andělé v Americe

Emmy
- 2004 – Vynikající hlavní role v minisérii nebo ve filmu za seriál Andělé v Americe